# CANDY WONDER LAND
『CANDY WONDER LAND』（キャンディ・ワンダー・ランド）はSKULL CANDYのアルバム。

## 概要
リードトラック「ワンダーホイール」はプロモーションビデオが制作されている。「DANCE!!DANCE!!」はスペースワールドの中国地方・九州地方限定コマーシャル・ソング。「メリーゴーランド」はAYAKAがEWI（ウインドシンセサイザー）を使用した。

## 批評
CDジャーナルは「トロンボーンやサックスを織り交ぜながら、キュートかつパワフルなポップ・ソングを響かせる」と評した 。

## 収録曲
1. C.W.L
2. メリーゴーランド
3. ワンダーホイール
4. DANCE!!DANCE!!
5. tuturu
6. 花火
7. ほんとはね
8. スーパースター

作詞：TATSUYA(#2 - 7)、MAKI(#8)
作曲：SKULL CANDY(#1)、TATSUYA(#2 - 8)
編曲：SKULL CANDY(#ALL)